# Supercoppa serba 2020 (pallavolo femminile)
La Supercoppa serba 2020 si è svolta il 18 ottobre 2020: al torneo hanno partecipato due squadre di club serbe e la vittoria finale è andata per la prima volta all'Ub.

## Regolamento
Le squadre hanno disputato una gara unica.

## Squadre partecipanti
| Squadra | Qualificazione                     | Ultima partecipazione |
| ------- | ---------------------------------- | --------------------- |
| Ub      | Vincitrice Coppa di Serbia 2019-20 | Debutto               |
| TENT    | Vincitrice Superliga 2019-20       | Supercoppa serba 2015 |

## Torneo
| 18 ottobre 2020 Sportska Hala, Ub Durata: 1h:41 - Spettatori: ? | Ub | 3 - 1 | TENT | 25-21, 25-13, 20-25, 26-24 |